# Fossae di 21 Lutetia
Segue una lista delle fossae presenti sulla superficie di 21 Lutetia. La nomenclatura di 21 Lutetia è regolata dall'Unione Astronomica Internazionale; la lista contiene solo formazioni esogeologiche ufficialmente riconosciute da tale istituzione.
Le fossae di Lutetia portano i nomi di fiumi dell'Impero Romano e delle regioni circostanti.
Sono tutte state identificate durante la missione della sonda Rosetta, l'unica ad avere finora raggiunto Lutetia.

## Prospetto
| Fossa         | Eponimo                     | Latitudine | Longitudine | Diametro |
| ------------- | --------------------------- | ---------- | ----------- | -------- |
| Hiberus Fossa | L'odierno Ebro in Spagna.   | 46° N      | 327° W      | 12,8 km  |
| Sequana Fossa | L'odierno Senna in Francia. | 57° N      | 254° W      | 7,9 km   |